# Phare d'Huisduinen
Le phare d'Huisduinen ou phare de Lange Jaap est un phare situé sur la commune du Helder, province de Hollande-Septentrionale aux Pays-Bas.
Il est géré par le Rijkswaterstaat , l'organisation nationale de l'eau des Pays-Bas.
Il est classé monument national en 1988 par l'Agence du patrimoine culturel des Pays-Bas .

## Histoire
La construction du premier phare commence en 1822 pour remplacer un feu au charbon. C'est une tour en brique de 6 mètres de haut muni de 26 lampes de type Argand à réflecteurs paraboliques, avec une visibilité de 6 milles nautiques (environ 11 km).
Le phare actuel est construit en 1877, pour remplacer le premier et il est mis en service le 1er avril 1878. Il est conçu par l'architecte Quirinus Harder. Il est l'un des plus hauts phares néerlandais. La tour possède 17 étages avec un escalier intérieur de 284 marches.
Dès 1853 il fut équipé d'une lentille de Fresnel fixe. En 1903, la lentille fixe est devenue rotative. Le phare fut électrifié en 1924 dont le système d'éclairage fut détruit durant la Seconde Guerre mondiale.
Il possède toujours son système optique à lentille de Fresnel de 1er ordre (920 mm) dont il fut équipé en 1949, après la restauration due aux dommages de guerre.
Le site est ouvert et accessible. Cependant, pour des raisons de sécurité, la tour est fermée au public depuis 1998.

## Description
Ce phare  est une tour circulaire en fonte, avec une galerie et une lanterne de 63,5 m. La tour est peinte en rouge et la lanterne est blanche avec un dôme rouge. Il émet, à une hauteur focale de 57 m, quatre brefs éclats blancs de 0.2 seconde par période de 20 secondes. Sa portée est de 30 milles nautiques (environ 55.5 km) pour le feu blanc.
Identifiant : ARLHS : NET-051 ; NL-1494 -Amirauté : B0858 - NGA : 114-9884.

## Caractéristique dufeu maritime
Fréquence : 20 secondes (W-W-W-W)
- Lumière : 0.2 secondes
- Obscurité : 3.1 secondes
- Lumière : 0.2 seconde
- Obscurité : 9.9 secondes

|  |
|  |

|                        |
| Vue aerienne du phare. |

|  |
|  |

### Lien connexe
- Liste des phares des Pays-Bas